# Nefertiabet
Nefertiabet je bila princeza staroga Egipta.

## Život
Bila je ćerka faraona Keopsa i sestra faraona Kefrena. Živela je tokom 4. dinastije. Njeno ime znači „Iepa Iabet” (Iabet je boginja istoka) ili „lepa od istoka”.